# Статті для заспокоєння руського народу
«Статті для заспокоєння руського народу» — державно-політичний акт, виданий королем Владиславом IV Вазою та затверджений сеймом у січні 1633, що узаконював існування Православної церкви в Речі Посполитій.

## Короткі відомості
Після смерті польського короля Сигізмунда III Вази (квітень 1632) козацька старшина вислала на конвокаційний сейм своїх представників із вимогою дозволити брати участь у виборах нового короля й послабити національно-релігійні утиски. На провінційних сеймиках в Україні обговорювалося питання про необхідність повернення православним вірянам їхніх прав, яких їх позбавлено після укладення Берестейської унії 1596. Так, на сеймику в Прилуках запорозькі козаки склали для своїх делегатів інструкцію, в якій вимагали позитивного вирішення на сеймі питання про відновлення прав Православної церкви. Подібні вимоги висували й братства, зокрема, Львівське та Віленське. Останнє навіть виготовило спеціальну брошуру для конвокаційного сейму під назвою “Синопсис” - “Короткий опис прав, свобод і вольностей...”.
Вимоги українського населення підтримала й православна духовна ієрархія на чолі з архімандритом Києво-Печерської лаври Петром Могилою. Оскільки повернення відібраних у них прав вимагали й протестанти, Петро Могила знайшов підтримку в литовського гетьмана князя Христофора Радзивілла.
На конвокаційному сеймі 22 червня 1632 у Варшаві православні та протестанти спільно подали свої вимоги, сформульовані в 14 пунктах. Під час роботи комісії (входили від православних — Петро Могила, від уніатів — Йосиф Велямин Рутський), яку очолював королевич Владислав, укладено проєкт угоди між представниками православного та католицького духовенства (містив 9 пунктів).
У вересні 1632 на елекційному сеймі під тиском православних делегатів (серед них і Адам Кисіль), що вимагали негайно визнати свободу віровизнання і права Православної церкви, створено нову комісію і підготовлено “Статті”. Згідно з цим документом Православна церква в Речі Посполитій офіційно діставала право мати свою ієрархію на чолі з митрополитом і 4 єпископами (львівським, луцьким, перемиським, мстиславським), вільно відправляти службу, мати церкви, монастирі, друкарні, школи, братства. Православній церкві поверталися церкви й монастирі в Києві, крім Видубицького. Київським православним митрополитом обрано Петра Могилу.
Статті мали компромісний характер і не могли остаточно врегулювати релігійне питання в Україні та Білорусі. Крім того, після обрання королем Владислав IV під тиском польської шляхти анулював деякі пункти цього акту. Утиски щодо Православної церкви та її вірян стали однією з причин національно-визвольних повстань 1630-х років та національно-визвольної війни українського народу під проводом Богдана Хмельницького.